# Richard B. Spencer

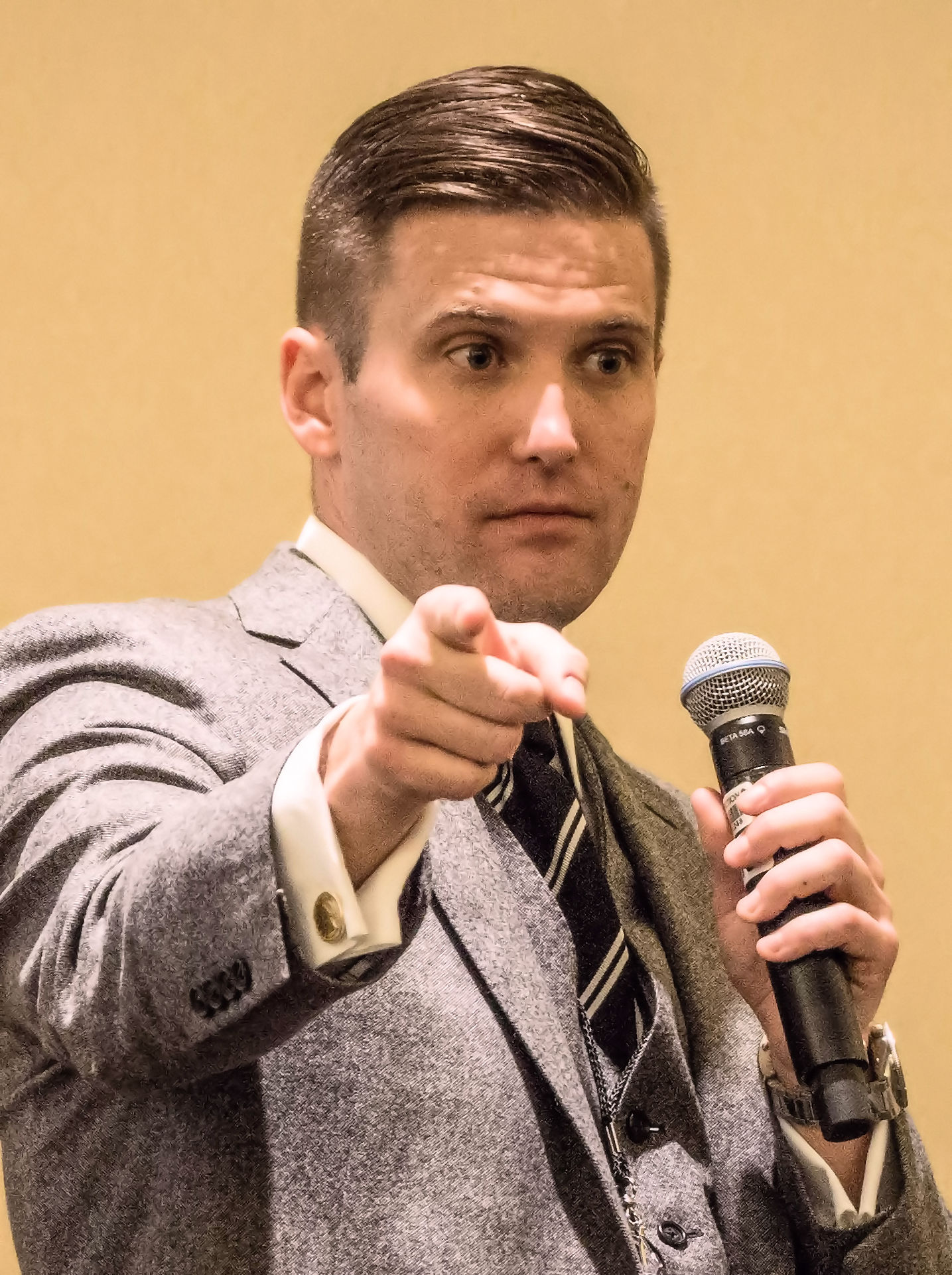
Richard Spencer auf der Konferenz des National Policy Institute am 19. November 2016

Richard Bertrand Spencer (* 11. Mai 1978 in Boston, Massachusetts) ist ein US-amerikanischer White-Supremacy-Aktivist. Er prägte das Schlagwort Alt-Right und gilt als Verbreiter der dahinterstehenden Ideologie.

## Leben
Richard Spencer wurde in Boston geboren und wuchs in Dallas auf. Sein Vater ist Augenarzt. Spencer besuchte die St. Mark’s School of Texas. Er schrieb sich 1997 an der University of Virginia für Musik und Englisch ein und schloss 2001 mit einem Bachelor of Arts ab. Im Jahre 2003 schloss er an der University of Chicago mit einem Master of Arts ab. Er war später Doktorand an der Duke University, verließ die Universität jedoch ohne Abschluss. Er war unter anderem Redakteur der konservativen Zweimonatszeitschrift The American Conservative (März bis Dezember 2007) und des politischen Blogs Taki’s Magazine (2008/09).
Spencer war mit der Kanadierin Nina Kouprianova verheiratet, welche die Schriften des russischen Neofaschisten Alexander Dugin ins Englische übersetzt hat. Das Paar hat eine Tochter. Spencer lebt in Alexandria, Virginia, und Whitefish, Montana.

## Politischer Aktivismus
Spencer gründete 2010 das Onlinemagazin Alternative Right und prägte damit den Begriff Alt-Right. Die zentralen Themen der Alt-Right sind ein Einwanderungsstopp, eine rassistische und antisemitische Identitätsstiftung für die angeblich von Verdrängung bedrohte und unterdrückte weiße Mehrheitsbevölkerung und der Kampf gegen die Politische Korrektheit. Seit 2011 ist Spencer Präsident der Denkfabrik National Policy Institute. Das Institut sieht nach eigener Darstellung seine Hauptaufgabe darin, das Bewusstsein der weißen US-Amerikaner zu schärfen, ihre biologische und kulturelle Kontinuität sicherzustellen und ihre Bürgerrechte zu schützen. Laut Eigenaussagen erforscht das Institut die Auswirkungen des andauernden Zuzugs nicht-westlicher Einwanderer auf die nationale Identität der US-Amerikaner. Er gründete 2012 das Onlinemagazin Radix Journal, von dem auch zwei Druckausgaben erschienen, in denen unter anderem Aufsätze von Kevin B. MacDonald, Alex Kurtagić, Samuel T. Francis und Derek Turner publiziert wurden. Im Oktober 2014 versuchte Spencer, die jährlich stattfindende Konferenz des National Policy Institute in Budapest abzuhalten. Er wurde jedoch in Ungarn festgenommen, drei Tage inhaftiert und anschließend ausgewiesen.
Im Februar 2017 wurde Spencer bei einem Versuch, an einer CPAC-Konferenz teilzunehmen, aus dem Konferenzhotel hinausgeworfen, wobei seine Positionen zu Alt-Right von einem führenden Organisator als „linker Faschismus“ gebrandmarkt wurden. Zu Beginn des Jahres 2018 erschien im Jungeuropa Verlag von Philip Stein die deutschsprachige Ausgabe des von Spencers Verlag Washington Summit Publishers veröffentlichten Anti-Immigrations-Romans Derek Turners, Sea Changes, mit einem Vorwort Spencers. Das rechtspopulistische Magazin Compact veröffentlichte in seiner Juli-Ausgabe 2018 ein vierseitiges Interview mit Spencer, in dem dieser unter anderem sich selbst als „Identitären“ und den US-Präsidenten Donald Trump als „trottelig“ bezeichnete.

## Ansichten
Nach Angaben des Southern Poverty Law Center setzt Spencer sich dafür ein, dass die Vereinigten Staaten ein „arisches“ Land für die angeblich enteignete „weiße Rasse“ werden sollen. Er will das Land „friedlich ethnisch säubern“, um den „Abbau der europäischen Kultur“ aufzuhalten. Hierzu will er die Afroamerikaner, Lateinamerikaner und Juden aus den Vereinigten Staaten entfernen. Er glaubt, dass lateinamerika- und afrikastämmige Menschen einen geringeren Intelligenzquotienten als die weißen US-Amerikaner haben; ferner hätten sie eine genetische Disposition zur Kriminalität. Spencer befürchtet, dass die weißen US-Amerikaner in ihrem eigenen Land künftig eine Minderheit sein werden und dass das europäische Erbe Stück für Stück verloren gehen würde. Dies betreffe alle Bereiche der Kultur wie Literatur und Kunst sowie die kulturelle Identität und letztlich alles.
Laut Spencer ist Donald Trump zwar kein Vertreter der Alt-Right, sein Sieg sei aber ein erster Schritt in Richtung einer schlüssigeren Politik. Der Wahlerfolg von Trumps Populismus im Jahr 2016 sei nicht nur tief in der identitären Politik verwurzelt, sondern sei auch ein erster Erfolg dieser Ideologie in den USA gewesen. Zum Ende einer Veranstaltung des National Policy Institute am 19. November 2016 in Washington, D.C., auf der Trumps Sieg gefeiert wurde, rief er den Anwesenden unter anderem zu: „Hail Trump, hail our people, hail victory!“ (deutsch: „Heil Trump! Heil unserem Volk! Sieg Heil!“). Teile des Publikums zeigten daraufhin den Hitlergruß. Das United States Holocaust Memorial Museum verurteilte die „hasserfüllte Rhetorik“ der Konferenz. Auf die Konferenz angesprochen, erklärte Trump, er kenne diese Gruppe nicht und wolle ihr keinen Auftrieb geben.
Im Laufe von Trumps Präsidentschaft protestierte Spencer mehrmals gegen dessen Außenpolitik, die Spencers Ansicht nach nicht den ursprünglichen Wahlversprechen entsprach. So demonstrierte er mit seinen Anhängern direkt vor dem Weißen Haus, nachdem Trump als Reaktion auf den Giftgasangriff von Chan Schaichun einen Militärschlag gegen einen Militärflughafen Assads angeordnet hatte. Erneut übte er scharfe Kritik an Trump nach einem tödlichen Drohnenangriff der USA auf den General der islamischen Revolutionsgarde Qassem Soleimani. Dabei distanzierte er sich endgültig von Trump und verkündete auf Twitter: „Ich bedauere zutiefst, dass ich 2016 für Donald Trump gestimmt und für ihn geworben habe“.

„Die US-Gesellschaft ist heutzutage einfach grundsätzlich bürgerlich“, sagte Spencer mir am Telefon. „[…] Sie ist so ätzend von der Mittelklasse geprägt in ihrer Weltanschauung. Sie kennt keine höheren Werte, als eine Pension zu bekommen und im Bett zu sterben. Das finde ich zutiefst erbärmlich. Meiner Meinung nach brauchen wir in unserer Politik ein bisschen mehr Chaos, vielleicht brauchen wir in unserer Politik eine Portion von diesem faschistischen Geist.“

Spencer hegt Sympathien für den russischen Präsidenten Wladimir Putin. Er sieht Russland als die „einzige weiße Macht auf der Welt“. Bei den rechtsextremen Demonstrationen in Charlottesville 2017 führte er eine Gruppe von Rechtsextremen an, die riefen: „Russland ist unser Freund“. Spencer tritt in russischen Staatsmedien auf, wo er seine rassistischen Ansichten unangefochten darlegen kann. Er und seine Frau sind häufig zu Gast bei Russia Today und Sputnik. Spencer unterhält Kontakte zu Alexander Dugin, den er 2014 zur internationalen Konferenz „rassischer Realisten“ in Budapest einlud. Dugin schreibt seitdem regelmäßig für Spencers Webseiten AltRight.com und Radix Journal. Im Gegenzug trägt Spencer zu Dugins Seite Katehon bei. Dugins übersetzte Schriften erschienen in Spencers Verlag Washington Summit Publishers.
Spencer ist außerdem Anhänger des syrischen Staatspräsidenten Baschar al-Assad. In einem Tweet bezeichnete er Assad als „in Großbritannien ausgebildeten Arzt“ und „eine der zivilisiertesten Führungspersonen im Nahen Osten“.

## Kanallöschung durch Youtube
Im Juni 2020 löschte Youtube den Kanal von Richard Spencer sowie den des von ihm geführten National Policy Institute wegen Hassrede.